# 2-オキソ酸レダクターゼ
2-オキソ酸レダクターゼ（2-oxo-acid reductase, HVOR）は、次の化学反応を触媒する酸化還元酵素である。
(2R)-ヒドロキシカルボン酸 + 受容体 {\displaystyle \rightleftharpoons } 2-オキソカルボン酸 + 還元型受容体
反応式の通り、この酵素の基質は(2R)-ヒドロキシカルボン酸と受容体、生成物は2-オキソカルボン酸と還元型受容体である。
組織名は(2R)-hydroxy-carboxylate:acceptor oxidoreductaseで、別名に(2R)-hydroxycarboxylate-viologen-oxidoreductase, 2-oxoacid reductaseがある。